# Maria Teresa d'Austria-Este
Maria Teresa d'Austria-Este, in lingua tedesca Maria Theresia Josefa Johanna von Österreich-Este (Milano, 1º novembre 1773 – Ginevra, 29 marzo 1832), è stata un'arciduchessa d'Austria e regina consorte del Regno di Sardegna come moglie di Vittorio Emanuele I di Savoia.

## Biografia

### Infanzia

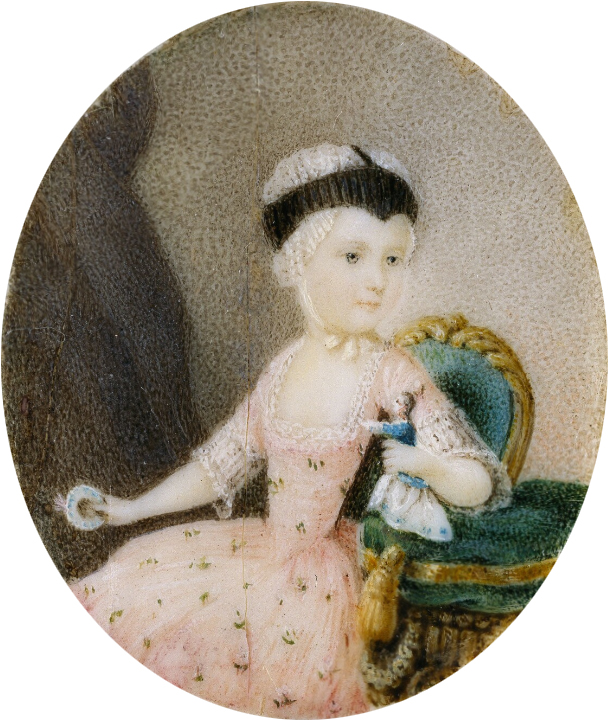
Maria Teresa in tenera età, 1773, Hofburg.

Maria Teresa è nata nel Palazzo reale di Milano, figlia secondogenita dell'Arciduca Ferdinando d'Asburgo, governatore del ducato di Milano e figlio dell'imperatrice Maria Teresa d'Austria in onore della quale le fu dato nome. Sua madre era Maria Beatrice d'Este, figlia di Ercole III d'Este duca di Modena e Reggio e Maria Teresa Cybo-Malaspina duchessa di Massa e Carrara, della quale era erede. 

### Matrimonio

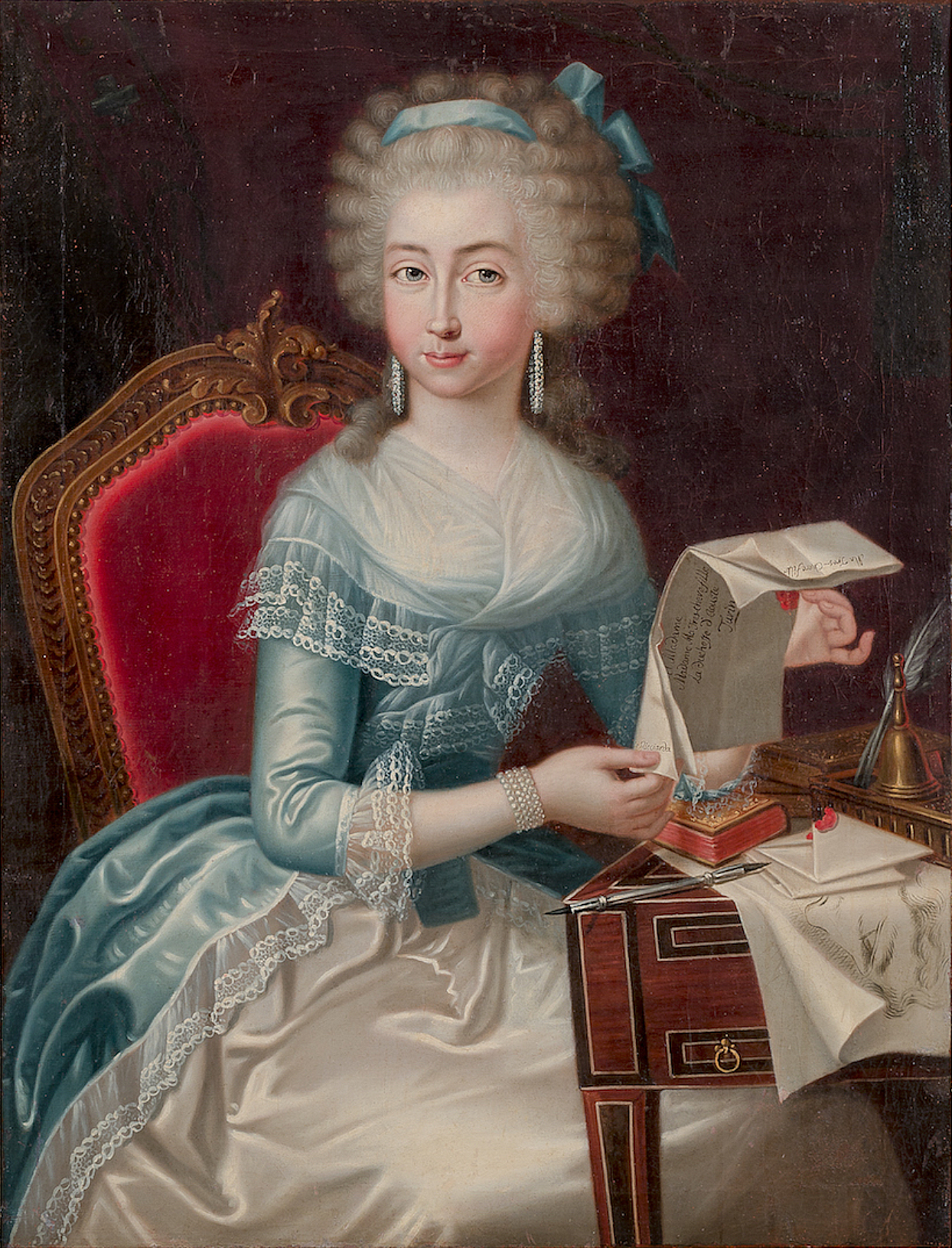
Ritratto della duchessa d'Aosta, XVIII sec, Castello Cavour di Santena.

Nel 1789, all'età di 16 anni, venne data in sposa a Vittorio Emanuele, duca d'Aosta allora trentenne e, destinato a divenire più tardi Re di Sardegna come Vittorio Emanuele I. 
Quale sposa prescelta, Maria Teresa dimostrò di possedere una serie di requisiti richiesti: erano state infatti raccolte informazioni sulla bellezza, sulla carnagione, sulle forme, sulla salute, sullo stato dei denti, sul carattere, sulla cultura, sulla religiosità, sulle maniere, sullo stile di vita della principessa. Importante fu la notizia che avesse già contratto il vaiolo o che perlomeno fosse stata vaccinata. Per tutte queste ragioni, venne preferita ad una principessa francese. 

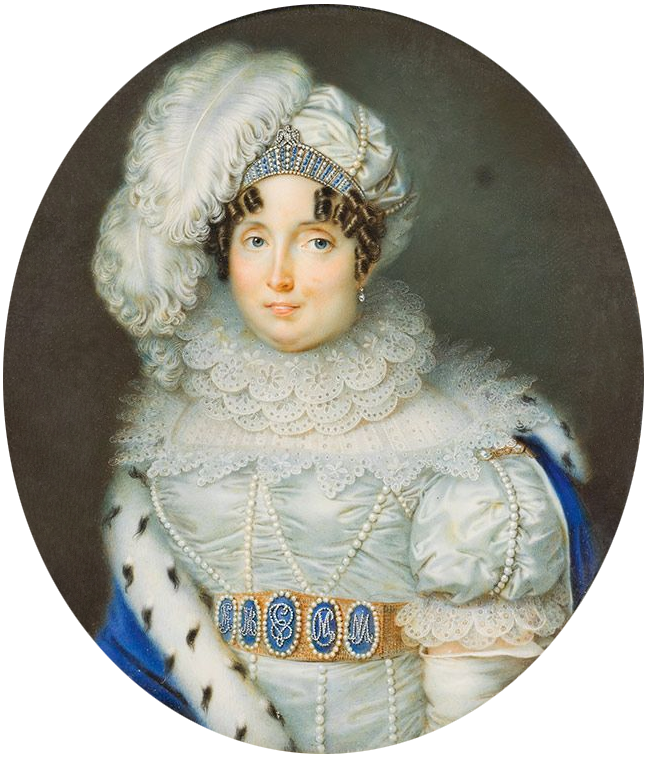
Maria Teresa d'Asburgo-Este in una miniatura.

Il matrimonio ebbe luogo, per procura, a Milano, il 29 giugno 1788, ed ebbe effettivamente luogo a Novara il 25 aprile 1789, dopo di che Maria Teresa il giorno dopo effettuò il suo solenne ingresso a Torino.
Il loro rapporto fu felice. Lei era buona amica della cognata Maria Clotilde di Francia, la consorte senza figli del principe di Piemonte, Carlo Emanuele, ed era molto vicina a Maria Anna di Savoia duchessa del Chiablese.

### Regina di Sardegna

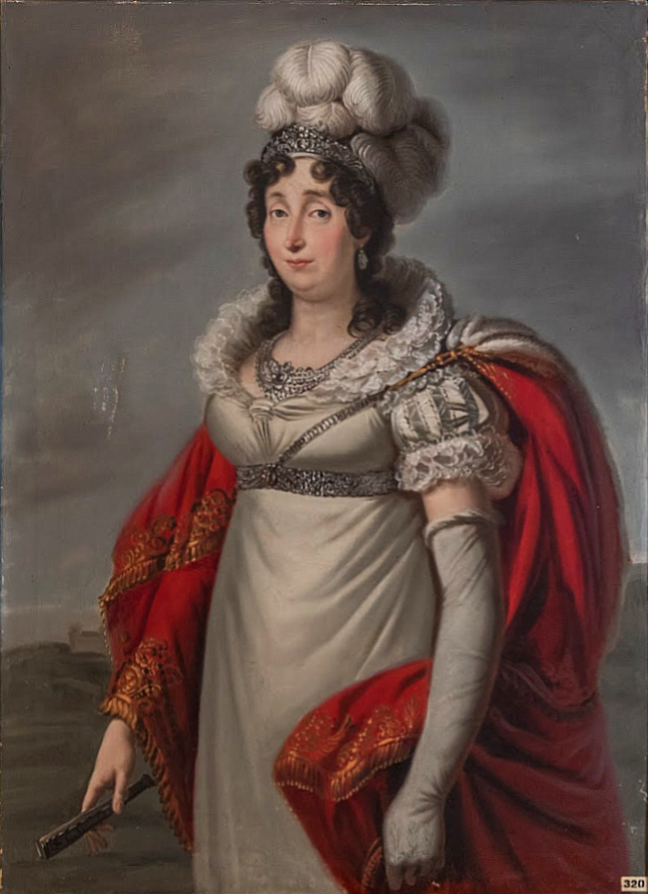
La regina Maria Teresa di Sardegna in un ritratto custodito nel Santuario e Sacro Monte di Oropa

Allorché le truppe di Napoleone ebbero invaso il Piemonte, nel 1798, la famiglia reale dovette fuggire, rifugiandosi dapprima in Toscana, ed in seguito in Sardegna. Il 4 giugno 1802 Maria Teresa divenne Regina di Sardegna, a seguito dell'abdicazione di suo cognato Carlo Emanuele IV. 
Essendo il Piemonte ormai perduto, la famiglia reale dovette rimanere in Sardegna sino alla caduta di Napoleone, e solo nel 1814 fece ritorno al Palazzo Reale di Torino. Fitte notizie sulla vita quotidiana di Maria Teresa negli anni 1811, 1812 e 1813, durante i quali la Regina, che si era trasferita a Cagliari anche con le prime 3 figlie ed aveva dato alla luce Maria Cristina, si trovano nel diario inedito di suo fratello Francesco IV d'Austria-Este, consultabile nell'Archivio di Stato di Modena.  
Maria Teresa venne inizialmente accolta con grande entusiasmo, ma ben presto suscitò il malcontento dei suoi sudditi, perché venne accusata di voler eliminare il più che possibile i provvedimenti adottati durante il periodo napoleonico. 
Inoltre, la Regina trattò con disprezzo quanti avevano collaborato con Napoleone. Questi atti contribuirono forse a far esplodere i moti piemontesi del 1821. 
Gli insorti proclamarono l'adozione di una nuova Costituzione, modellata su quella spagnola. Anche durante questi moti la Regina fece valere i suoi consigli.

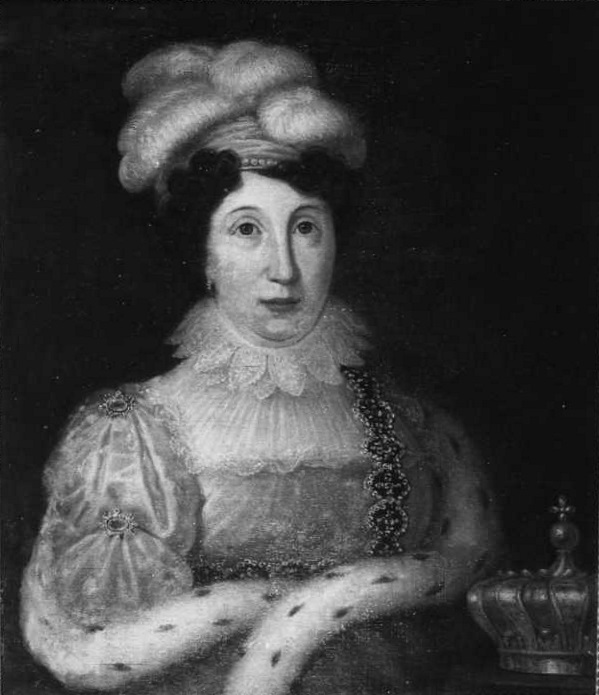
La Regina di Sardegna in tarda età, tra il 1802 e il 1821, Reggia di Caserta.

Ella era disposta ad agire anche come reggente, se necessario. Ma, il 13 marzo 1821, il Re abdicò a favore del fratello Carlo Felice, dopodiché si recò frettolosamente a Nizza, dove lo seguì Maria Teresa. In seguito la coppia visse nel Castello di Moncalieri. Vittorio Emanuele morì il 10 gennaio 1824 all'età di 65 anni.

### Ultimi anni e morte

Gonfalone di Santa Teresa Gallura. Nel 1808 un decreto di Vittorio Emanuele I diede inizio alla fondazione della cittadina, che il sovrano ribattezzò col nome di sua moglie.

Maria Teresa si trasferì allora a Genova, dove acquistò il Palazzo Doria-Tursi. A causa della sua parentela con la Casa d'Asburgo, venne ingiustamente accusata di aver tentato di persuadere suo cognato, il Re Carlo Felice, a redigere un testamento, in virtù del quale suo fratello Francesco IV d'Austria-Este, Duca di Modena e Reggio, che aveva sposato la sua primogenita Maria Beatrice, avrebbe dovuto essere nominato erede del Regno di Sardegna. 
Comunque sia, Carlo Felice designò infine a succedergli Carlo Alberto, Principe di Carignano. Le tensioni sorte a causa di questa vicenda costrinsero la Regina-Vedova a tenersi lontana dalla corte sabauda, tanto che solo nel 1831 ella fece ritorno a Torino, in occasione del matrimonio della figlia Marianna con l'Imperatore Ferdinando I. L'anno successivo, Maria Teresa morì inaspettatamente, e fu sepolta a fianco del suo sposo nella Basilica di Superga di Torino.

## Eredità

### Luoghi dedicati a Maria Teresa
Quando nel 1720 la Sardegna passò ai Savoia venne inviato in Gallura come comandante della torre di Longosardo Francesco Maria Magnon, che capì la necessità di creare un centro abitato nei pressi della fortezza. Il 12 agosto 1808 un decreto del re Vittorio Emanuele I diede inizio alla fondazione di Santa Teresa Gallura, fu egli stesso che disegnò la pianta del paese e decise il nome in onore di sua moglie.
Il suo nome è anche legato al perimetro difensivo della cittadina di Carloforte, nell'Isola di S. Pietro, in Sardegna. Uno dei sette fortini dislocati lungo il Muro di Cinta, il più grande, infatti, fu intitolato a lei, col nome di Fortino Maria Teresa o Fortino Teresa e per la sua costruzione la regina donò una somma. Altri due fortini della stessa opera di difesa furono dedicati a due sue figlie, Beatrice (la maggiore) e Cristina (la più giovane, nata a Cagliari negli anni in cui casa Savoia fu costretta a lasciare Torino e vivere nel capoluogo sardo).

## Discendenza

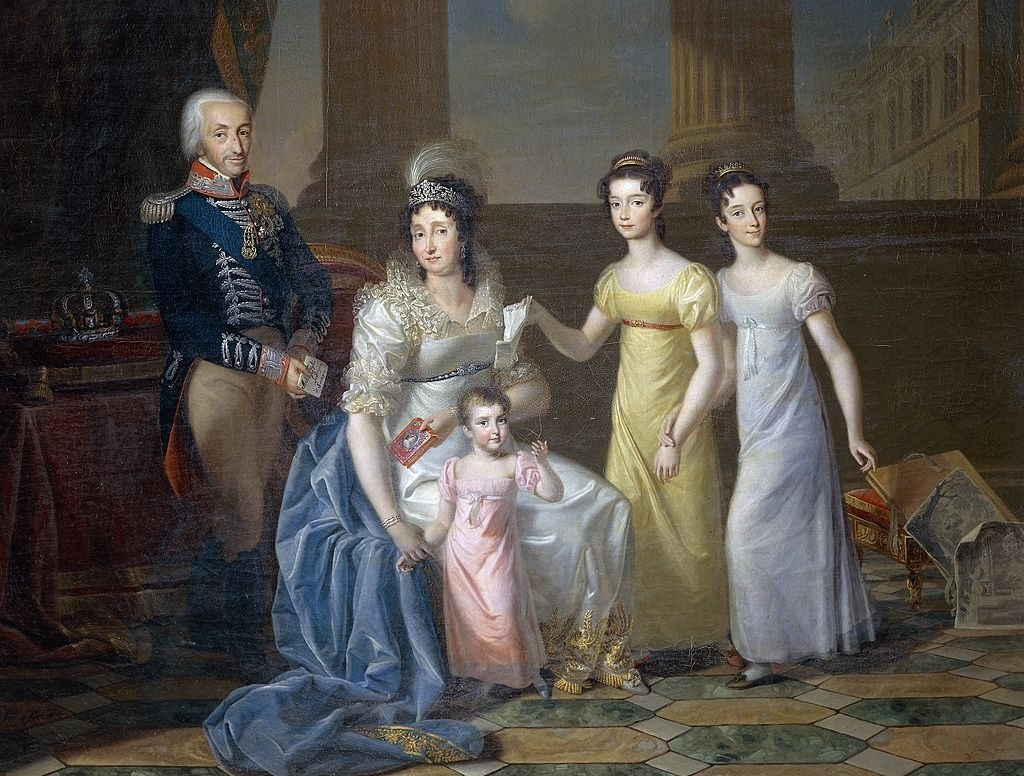
Ritratto di Vittorio Emanuele I di Savoia e la sua famiglia, di Luigi Bernero, Castello Reale di Racconigi.

Maria Teresa e Vittorio Emanuele ebbero sette figli:
- Maria Beatrice (1793-1840), sposò Francesco IV d'Austria-Este, duca di Modena e Reggio;
- Maria Adelaide (1794-1802);
- Carlo Emanuele (1796-1799), morto prematuramente di vaiolo;
- una figlia (1800-1801);
- Maria Anna (1803-1884), sposò Ferdinando I d'Austria;
- Maria Teresa (1803-1879), sposò Carlo II, duca di Parma (1799-1883);
- Maria Cristina (1812-1836), sposò Ferdinando II delle Due Sicilie.

Tuttavia, l'unico figlio maschio della coppia morì all'età di due anni, a causa del vaiolo. Anche Carlo Felice, fratello e successore di Vittorio Emanuele, non ebbe alcun figlio, determinando così l'estinzione del ramo principale dei Savoia.

## Ascendenza
|                             |                      |                                               | Genitori                              |  |  | Nonni |  |  | Bisnonni           |  |  | Trisnonni         |  |
|                             |                      |                                               |                                       |  |  |       |  |  | Leopoldo di Lorena |  |  | Carlo V di Lorena |  |
|                             |                      |                                               |                                       |  |  |       |  |  | Leopoldo di Lorena |  |  | Carlo V di Lorena |  |
|                             |                      | Eleonora Maria Giuseppina d'Austria           |                                       |  |  |       |  |  | Leopoldo di Lorena |  |  |                   |  |
| Francesco I di Lorena       |                      |                                               |                                       |  |  |       |  |  | Leopoldo di Lorena |  |  |                   |  |
|                             |                      | Elisabetta Carlotta di Borbone-Orléans        | Filippo I di Borbone-Orléans          |  |  |       |  |  |                    |  |  |                   |  |
|                             |                      | Elisabetta Carlotta di Borbone-Orléans        | Filippo I di Borbone-Orléans          |  |  |       |  |  |                    |  |  |                   |  |
|                             |                      | Elisabetta Carlotta di Borbone-Orléans        | Elisabetta Carlotta del Palatinato    |  |  |       |  |  |                    |  |  |                   |  |
| Ferdinando d'Asburgo-Lorena |                      | Elisabetta Carlotta di Borbone-Orléans        |                                       |  |  |       |  |  |                    |  |  |                   |  |
|                             |                      | Carlo VI d'Asburgo                            | Leopoldo I d'Asburgo                  |  |  |       |  |  |                    |  |  |                   |  |
|                             |                      | Carlo VI d'Asburgo                            | Leopoldo I d'Asburgo                  |  |  |       |  |  |                    |  |  |                   |  |
|                             |                      | Carlo VI d'Asburgo                            | Eleonora del Palatinato-Neuburg       |  |  |       |  |  |                    |  |  |                   |  |
| Maria Teresa d'Austria      |                      | Carlo VI d'Asburgo                            |                                       |  |  |       |  |  |                    |  |  |                   |  |
|                             |                      | Elisabetta Cristina di Brunswick-Wolfenbüttel | Luigi Rodolfo di Brunswick-Lüneburg   |  |  |       |  |  |                    |  |  |                   |  |
|                             |                      | Elisabetta Cristina di Brunswick-Wolfenbüttel | Luigi Rodolfo di Brunswick-Lüneburg   |  |  |       |  |  |                    |  |  |                   |  |
|                             |                      | Elisabetta Cristina di Brunswick-Wolfenbüttel | Cristina Luisa di Oettingen-Oettingen |  |  |       |  |  |                    |  |  |                   |  |
| Maria Teresa d'Austria-Este |                      | Elisabetta Cristina di Brunswick-Wolfenbüttel |                                       |  |  |       |  |  |                    |  |  |                   |  |
|                             | Francesco III d'Este | Rinaldo d'Este                                |                                       |  |  |       |  |  |                    |  |  |                   |  |
|                             | Francesco III d'Este | Rinaldo d'Este                                |                                       |  |  |       |  |  |                    |  |  |                   |  |
|                             | Francesco III d'Este | Carlotta Felicita di Brunswick-Lüneburg       |                                       |  |  |       |  |  |                    |  |  |                   |  |
| Ercole III d'Este           | Francesco III d'Este |                                               |                                       |  |  |       |  |  |                    |  |  |                   |  |
|                             |                      | Carlotta Aglae di Borbone-Orléans             | Filippo II di Borbone-Orléans         |  |  |       |  |  |                    |  |  |                   |  |
|                             |                      | Carlotta Aglae di Borbone-Orléans             | Filippo II di Borbone-Orléans         |  |  |       |  |  |                    |  |  |                   |  |
|                             |                      | Carlotta Aglae di Borbone-Orléans             | Francesca Maria di Borbone-Francia    |  |  |       |  |  |                    |  |  |                   |  |
| Maria Beatrice d'Este       |                      | Carlotta Aglae di Borbone-Orléans             |                                       |  |  |       |  |  |                    |  |  |                   |  |
|                             |                      | Alderano I Cybo-Malaspina                     | Carlo II Cybo-Malaspina               |  |  |       |  |  |                    |  |  |                   |  |
|                             |                      | Alderano I Cybo-Malaspina                     | Carlo II Cybo-Malaspina               |  |  |       |  |  |                    |  |  |                   |  |
|                             |                      | Alderano I Cybo-Malaspina                     | Teresa Pamphili                       |  |  |       |  |  |                    |  |  |                   |  |
| Maria Teresa Cybo Malaspina |                      | Alderano I Cybo-Malaspina                     |                                       |  |  |       |  |  |                    |  |  |                   |  |
|                             |                      | Ricciarda Gonzaga di Novellara                | Camillo II Gonzaga di Novellara       |  |  |       |  |  |                    |  |  |                   |  |
|                             |                      | Ricciarda Gonzaga di Novellara                | Camillo II Gonzaga di Novellara       |  |  |       |  |  |                    |  |  |                   |  |
|                             |                      | Ricciarda Gonzaga di Novellara                | Matilde d'Este                        |  |  |       |  |  |                    |  |  |                   |  |
|                             |                      | Ricciarda Gonzaga di Novellara                |                                       |  |  |       |  |  |                    |  |  |                   |  |

## Titoli e trattamento
- 1º novembre 1773 - 25 aprile 1789: Sua Altezza Reale[1], l'arciduchessa Maria Teresa d'Austria-Este, principessa di Modena e Reggio
- 25 aprile 1789 - 4 giugno 1802: Sua Altezza Reale, la principessa Maria Teresa di Savoia, duchessa d'Aosta
- 4 giugno 1802 - 12 marzo 1821: Sua Maestà, la Regina di Sardegna
- 12 marzo 1821 - 29 marzo 1832: Sua Maestà, la regina Maria Teresa di Sardegna